# KSV Oudenaarde
Koninklijke Sport Vereniging Oudenaarde es un club belga de fútbol de la ciudad de Oudenaarde en la provincia de Flandes Oriental. Está afiliado a la Real Asociación Belga con la matrícula nº 81. Actualmente disputa la División 2 de Bélgica, el cuarto nivel del fútbol belga. Su estadio es el Burgemeester Thienpontstadion y sus colores son el negro y amarillo.

## Historia
Se fundó en 1911 como S.K. Aldenardia, se fusiona con F.C. Audenarais en 1919 para llamarse S.V. Audenaerde. Posteriormente se cambia a S.V. Oudenaarde, con el nombre de la ciudad en neerlandés en vez del nombre francés Audenaerde. En 1951 recibe el título de Real (Koninklijke).
Miembro de la Real Asociación Belga desde 1912, alcanza la Segunda División en 1924, sólo dura una campaña y acaban colistas. No volverían a esta categoría hasta la temporada 1980–81, acabando séptimos y siendo hasta la fecha su mejor actuación. Al año siguiente terminan también séptimos, pero en 1983 descienden. En 1988 acaban colistas de Tercera División A y descienden a la cuarta categoría, Promoción, donde permanecerían hasta entrado el siglo XXI. En 2006 Oudenaarde queda campeón de Cuarta División. Se mantuvo en Tercera División con la excepción de una campaña en Segunda en la 2012-13. 
Tras la reforma del fútbol belga en 2016, KSV Oudenaarde queda en Primera División Aficionada. Después de quedar novenos y séptimos, Oudenaarde terminó decimotercero en la temporada 2018-19, significando que tendría que luchar en play-offs por evitar el descenso. El club ganó el partido de ida ante el URSL Visé por 3-2, pero naufragó en el partido de vuelta por 6-1, descendiendo a Segunda División Aficionada, donde se encuentra en la actualidad.

## Resultados
| Temporada           | Nivel | Nivel | Nivel | Nivel | Nivel | Nivel | Nivel | Nivel | Nivel | División                                              | Puntos                                                | Observaciones                                         | Copa                                                  |
|                     | I     | I     | II    | P.II  |       |       |       |       |       |                                                       |                                                       |                                                       |                                                       |
| ------------------- | ----- | ----- | ----- | ----- | ----- | ----- | ----- | ----- | ----- | ----------------------------------------------------- | ----------------------------------------------------- | ----------------------------------------------------- | ----------------------------------------------------- |
| como SV Audenaerde  |       |       |       |       |       |       |       |       |       |                                                       |                                                       |                                                       |                                                       |
| 1919/20             |       |       |       | 4     |       |       |       |       |       | 2º Prov.                                              | 22                                                    |                                                       |                                                       |
| 1920/21             |       |       |       | 3     |       |       |       |       |       | 2º Prov.                                              | 11                                                    |                                                       |                                                       |
| 1921/22             |       |       |       | 6     |       |       |       |       |       | 2º Prov.                                              | 18                                                    |                                                       |                                                       |
| 1922/23             |       |       |       | 4     |       |       |       |       |       | 2º Prov.                                              | 24                                                    |                                                       |                                                       |
| 1923/24             |       |       |       | 1     |       |       |       |       |       | 2º Prov.                                              | 36                                                    |                                                       |                                                       |
| 1924/25             |       |       | 14    |       |       |       |       |       |       | Promoción A                                           | 9                                                     |                                                       |                                                       |
| 1925/26             |       |       |       | 6     |       |       |       |       |       | 2º Prov.                                              | 30                                                    |                                                       |                                                       |
|                     | I     | I     | II    | III   | P.II  | G.II  |       |       |       |                                                       | desde 1926/27 hay 3 niveles nacionales                | desde 1926/27 hay 3 niveles nacionales                | desde 1926/27 hay 3 niveles nacionales                |
| 1926/27             |       |       |       |       | 4     |       |       |       |       | 2º Prov.                                              | 30                                                    |                                                       |                                                       |
| 1927/28             |       |       |       |       | 2     |       |       |       |       | 2º Prov.                                              | 40                                                    |                                                       |                                                       |
| 1928/29             |       |       |       | 9     |       |       |       |       |       | Tercera A                                             | 28                                                    |                                                       |                                                       |
| 1929/30             |       |       |       | 6     |       |       |       |       |       | Tercera A                                             | 31                                                    |                                                       |                                                       |
| 1930/31             |       |       |       | 5     |       |       |       |       |       | Tercera A                                             | 31                                                    |                                                       |                                                       |
| 1931/32             |       |       |       | 8     |       |       |       |       |       | Tercera A                                             | 26                                                    |                                                       |                                                       |
| 1932/33             |       |       |       | 8     |       |       |       |       |       | Tercera A                                             | 25                                                    |                                                       |                                                       |
| 1933/34             |       |       |       | 6     |       |       |       |       |       | Tercera A                                             | 27                                                    |                                                       |                                                       |
| 1934/35             |       |       |       | 14    |       |       |       |       |       | Tercera A                                             | 6                                                     |                                                       |                                                       |
| 1935/36             |       |       |       |       | 14    |       |       |       |       | 2º Prov.                                              | 15                                                    |                                                       |                                                       |
| 1936/37             |       |       |       |       |       | 1     |       |       |       | 3º Prov.                                              | 47                                                    |                                                       |                                                       |
| 1937/38             |       |       |       |       | 7     |       |       |       |       | 2º Prov.                                              | 27                                                    |                                                       |                                                       |
| 1938/39             |       |       |       |       | 9     |       |       |       |       | 2º Prov.                                              | 26                                                    |                                                       |                                                       |
| 1939/40             |       |       |       |       | 1     |       |       |       |       | 2º Prov.                                              | 18                                                    |                                                       |                                                       |
| 1940/41             |       |       |       |       |       |       |       |       |       |                                                       |                                                       | Guerra                                                |                                                       |
| 1941/42             |       |       |       |       | 2     |       |       |       |       | 2º Prov.                                              | 28                                                    |                                                       |                                                       |
| 1942/43             |       |       |       |       | 5     |       |       |       |       | 2º Prov.                                              | 20                                                    |                                                       |                                                       |
| 1943/44             |       |       |       |       | 3     |       |       |       |       | 2º Prov.                                              | 36                                                    |                                                       |                                                       |
| 1944/45             |       |       |       |       | 3     |       |       |       |       | 2º Prov.                                              | 21                                                    |                                                       |                                                       |
| 1945/46             |       |       |       |       | 1     |       |       |       |       | 2º Prov.                                              | 52                                                    |                                                       |                                                       |
| 1946/47             |       |       |       | 4     |       |       |       |       |       | Tercera A                                             | 38                                                    |                                                       |                                                       |
| 1947/48             |       |       |       | 9     |       |       |       |       |       | Tercera A                                             | 31                                                    |                                                       |                                                       |
| 1948/49             |       |       |       | 5     |       |       |       |       |       | Tercera A                                             | 35                                                    |                                                       |                                                       |
| 1949/50             |       |       |       | 2     |       |       |       |       |       | Tercera A                                             | 37                                                    |                                                       |                                                       |
| 1950/51             |       |       |       | 6     |       |       |       |       |       | Tercera A                                             | 32                                                    |                                                       |                                                       |
| 1951/52             |       |       |       | 6     |       |       |       |       |       | Tercera A                                             | 32                                                    |                                                       |                                                       |
|                     | I     | I     | II    | III   | IV    | P.I   | P.II  | P.III | P.IV  | desde 1952/53 hay 4 niveles nacionales                | desde 1952/53 hay 4 niveles nacionales                | desde 1952/53 hay 4 niveles nacionales                | desde 1952/53 hay 4 niveles nacionales                |
| como KSV Oudenaarde |       |       |       |       |       |       |       |       |       |                                                       |                                                       |                                                       |                                                       |
| 1952/53             |       |       |       |       | 8     |       |       |       |       | Cuarta División                                       | 32                                                    |                                                       |                                                       |
| 1953/54             |       |       |       |       | 12    |       |       |       |       | Cuarta División                                       | 26                                                    |                                                       |                                                       |
| 1954/55             |       |       |       |       | 9     |       |       |       |       | Cuarta División                                       | 31                                                    |                                                       |                                                       |
| 1955/56             |       |       |       |       | 7     |       |       |       |       | Cuarta División                                       | 31                                                    |                                                       |                                                       |
| 1956/57             |       |       |       |       | 16    |       |       |       |       | Cuarta División                                       | 18                                                    |                                                       |                                                       |
| 1957/58             |       |       |       |       |       | 4     |       |       |       | 1º Prov.                                              | 38                                                    |                                                       |                                                       |
| 1958/59             |       |       |       |       |       | 8     |       |       |       | 1º Prov.                                              | 29                                                    |                                                       |                                                       |
| 1959/60             |       |       |       |       |       | 8     |       |       |       | 1º Prov.                                              | 29                                                    |                                                       |                                                       |
| 1960/61             |       |       |       |       |       | 11    |       |       |       | 1º Prov.                                              | 27                                                    |                                                       |                                                       |
| 1961/62             |       |       |       |       |       | 7     |       |       |       | 1º Prov.                                              | 30                                                    |                                                       |                                                       |
| 1962/63             |       |       |       |       |       | 7     |       |       |       | 1º Prov.                                              | 31                                                    |                                                       |                                                       |
| 1963/64             |       |       |       |       |       | 10    |       |       |       | 1º Prov.                                              | 30                                                    |                                                       |                                                       |
| 1964/65             |       |       |       |       |       | 1     |       |       |       | 1º Prov.                                              | 50                                                    |                                                       |                                                       |
| 1965/66             |       |       |       |       | 2     |       |       |       |       | Cuarta División                                       | 38                                                    |                                                       |                                                       |
| 1966/67             |       |       |       |       | 1     |       |       |       |       | Cuarta División                                       | 45                                                    |                                                       |                                                       |
| 1967/68             |       |       |       | 16    |       |       |       |       |       | Tercera A                                             | 20                                                    |                                                       | 4R                                                    |
| 1968/69             |       |       |       |       | 3     |       |       |       |       | Cuarta División                                       | 38                                                    |                                                       |                                                       |
| 1969/70             |       |       |       |       | 1     |       |       |       |       | Cuarta División                                       | 44                                                    |                                                       |                                                       |
| 1970/71             |       |       |       | 4     |       |       |       |       |       | Tercera A                                             | 35                                                    |                                                       |                                                       |
| 1971/72             |       |       |       | 5     |       |       |       |       |       | Tercera A                                             | 33                                                    |                                                       |                                                       |
| 1972/73             |       |       |       | 4     |       |       |       |       |       | Tercera A                                             | 38                                                    |                                                       |                                                       |
| 1973/74             |       |       |       | 7     |       |       |       |       |       | Tercera A                                             | 31                                                    |                                                       |                                                       |
| 1974/75             |       |       |       | 12    |       |       |       |       |       | Tercera A                                             | 27                                                    |                                                       |                                                       |
| 1975/76             |       |       |       | 11    |       |       |       |       |       | Tercera A                                             | 28                                                    |                                                       |                                                       |
| 1976/77             |       |       |       | 9     |       |       |       |       |       | Tercera A                                             | 29                                                    |                                                       |                                                       |
| 1977/78             |       |       |       | 3     |       |       |       |       |       | Tercera A                                             | 36                                                    |                                                       |                                                       |
| 1978/79             |       |       |       | 2     |       |       |       |       |       | Tercera A                                             | 42                                                    |                                                       | 1/32                                                  |
| 1979/80             |       |       |       | 1     |       |       |       |       |       | Tercera A                                             | 45                                                    |                                                       | 5R                                                    |
| 1980/81             |       |       | 7     |       |       |       |       |       |       | Segunda División                                      | 31                                                    |                                                       | 5R                                                    |
| 1981/82             |       |       | 6     |       |       |       |       |       |       | Segunda División                                      | 30                                                    |                                                       | 5R                                                    |
| 1982/83             |       |       | 15    |       |       |       |       |       |       | Segunda División                                      | 20                                                    |                                                       | 5R                                                    |
| 1983/84             |       |       |       | 7     |       |       |       |       |       | Tercera A                                             | 34                                                    |                                                       |                                                       |
| 1984/85             |       |       |       | 9     |       |       |       |       |       | Tercera A                                             | 30                                                    |                                                       |                                                       |
| 1985/86             |       |       |       | 8     |       |       |       |       |       | Tercera A                                             | 29                                                    |                                                       |                                                       |
| 1986/87             |       |       |       | 14    |       |       |       |       |       | Tercera A                                             | 23                                                    |                                                       |                                                       |
| 1987/88             |       |       |       | 15    |       |       |       |       |       | Tercera A                                             | 11                                                    |                                                       |                                                       |
| 1988/89             |       |       |       |       | 14    |       |       |       |       | Cuarta División                                       | 23                                                    |                                                       |                                                       |
| 1989/90             |       |       |       |       |       | 7     |       |       |       | 1º Prov.                                              | 30                                                    |                                                       |                                                       |
| 1990/91             |       |       |       |       |       | 4     |       |       |       | 1º Prov.                                              | 33                                                    |                                                       |                                                       |
| 1991/92             |       |       |       |       |       | 6     |       |       |       | 1º Prov.                                              | 34                                                    |                                                       |                                                       |
| 1992/93             |       |       |       |       |       | 7     |       |       |       | 1º Prov.                                              | 29                                                    |                                                       |                                                       |
| 1993/94             |       |       |       |       |       | 5     |       |       |       | 1º Prov.                                              | 36                                                    | Derrota en play-off contra RC Lebbeke                 |                                                       |
| 1994/95             |       |       |       |       |       | 7     |       |       |       | 1º Prov.                                              | 21                                                    |                                                       |                                                       |
| 1995/96             |       |       |       |       |       | 12    |       |       |       | 1º Prov.                                              | 29                                                    |                                                       |                                                       |
| 1996/97             |       |       |       |       |       | 16    |       |       |       | 1º Prov.                                              | 21                                                    |                                                       |                                                       |
| 1997/98             |       |       |       |       |       |       | 1     |       |       | 2º Prov.                                              | 78                                                    |                                                       |                                                       |
| 1998/99             |       |       |       |       |       | 8     |       |       |       | 1º Prov.                                              | 46                                                    | Gana play-off                                         |                                                       |
| 1999/00             |       |       |       |       | 8     |       |       |       |       | Cuarta División                                       | 38                                                    |                                                       |                                                       |
| 2000/01             |       |       |       |       | 10    |       |       |       |       | Cuarta División                                       | 27                                                    |                                                       |                                                       |
| 2001/02             |       |       |       |       | 5     |       |       |       |       | Cuarta División                                       | 48                                                    |                                                       |                                                       |
| 2002/03             |       |       |       |       | 12    |       |       |       |       | Cuarta División                                       | 37                                                    |                                                       |                                                       |
| 2003/04             |       |       |       |       | 6     |       |       |       |       | Cuarta División                                       | 44                                                    |                                                       |                                                       |
| 2004/05             |       |       |       |       | 3     |       |       |       |       | Cuarta División                                       | 51                                                    |                                                       | 2R                                                    |
| 2005/06             |       |       |       |       | 1     |       |       |       |       | Cuarta División                                       | 67                                                    |                                                       | 5R                                                    |
| 2006/07             |       |       |       | 10    |       |       |       |       |       | Tercera A                                             | 37                                                    |                                                       | 2R                                                    |
| 2007/08             |       |       |       | 12    |       |       |       |       |       | Tercera A                                             | 34                                                    |                                                       | 3R                                                    |
| 2008/09             |       |       |       | 7     |       |       |       |       |       | Tercera A                                             | 45                                                    |                                                       | 5R                                                    |
| 2009/10             |       |       |       | 11    |       |       |       |       |       | Tercera A                                             | 48                                                    |                                                       | 5R                                                    |
| 2010/11             |       |       |       | 6     |       |       |       |       |       | Tercera A                                             | 55                                                    |                                                       | 3R                                                    |
| 2011/12             |       |       |       | 3     |       |       |       |       |       | Tercera A                                             | 60                                                    | Gana play-off contra La Louvière Centre               | 4R                                                    |
| 2012/13             |       |       | 17    |       |       |       |       |       |       | Segunda División                                      | 33                                                    | ver nota (*)                                          | 5R                                                    |
| 2013/14             |       |       |       | 2     |       |       |       |       |       | Tercera A                                             | 67                                                    |                                                       | 6R                                                    |
| 2014/15             |       |       |       | 5     |       |       |       |       |       | Tercera A                                             | 54                                                    |                                                       | 5R                                                    |
| 2015/16             |       |       |       | 3     |       |       |       |       |       | Tercera A                                             | 60                                                    |                                                       | 3R                                                    |
|                     | 1A    | 1B    | 1Am   | 2Am   | 3Am   | P.I   | P.II  | P.III | P.IV  | desde 2016-17 hay 3 niveles nacionales y 2 regionales | desde 2016-17 hay 3 niveles nacionales y 2 regionales | desde 2016-17 hay 3 niveles nacionales y 2 regionales | desde 2016-17 hay 3 niveles nacionales y 2 regionales |
| 2016/17             |       |       | 9     |       |       |       |       |       |       | Primera División Aficionada                           | 40                                                    |                                                       | 5R                                                    |
| 2017/18             |       |       | 7     |       |       |       |       |       |       | Primera División Aficionada                           | 45                                                    |                                                       | 5R                                                    |
| 2018/19             |       |       | 13    |       |       |       |       |       |       | Primera División Aficionada                           | 34                                                    | Derrota en play-off contra URSL Visé                  | 4R                                                    |
| 2019/20             |       |       |       | 4     |       |       |       |       |       | Segunda División Aficionada                           | 42                                                    | Suspendido prematuramente debido al Covid-19          | 4R                                                    |
| 2020/21             |       |       |       |       |       |       |       |       |       | División 2                                            |                                                       | suspendida tras 4 jornadas por Covid-19               |                                                       |
| 2021/22             |       |       |       | 10    |       |       |       |       |       | División 2                                            | 40                                                    |                                                       |                                                       |
| 2022/23             |       |       |       | 10    |       |       |       |       |       | División 2                                            | 49                                                    |                                                       |                                                       |
| 2023/24             |       |       |       | 7     |       |       |       |       |       | División 2                                            | 50                                                    |                                                       |                                                       |
| 2024/25             |       |       |       | 5     |       |       |       |       |       | División 2                                            | 49                                                    |                                                       |                                                       |

(*) Oudenaarde terminó en un lugar de desempate en la temporada 2012/13 , pero debido a que Beerschot AC no obtuvo una licencia, KSVO aún se mantuvo. El lugar de desempate fue para KSK Heist, el puesto 17 original. Después de una queja de Heist, Oudenaarde volvió a perder 3 puntos que le habían otorgado previamente según la regla. Como resultado, Heist subió al lugar 16 y Oudenaarde cayó al lugar 17. Debido a que esta decisión solo se tomó después de la competencia, Oudenaarde no tenía un equipo competitivo para participar en la ronda final para mantenerlo, y perdió esta ronda final.